# KUD "Slavko Janković" Rokovci-Andijaševci
Kulturno umjetničko društvo "Slavko Janković" osnovano je 1937. godine kao ogranak Seljačke sloge.

## Povijest KUD-a
Godine 1973. mijenja ime u KUD "Slavko Janković", u čast ovom velikom entomuzikologu iz ovih krajeva. Društvo njeguje izvorni folklor Rokovaca i Andrijaševaca. Već dugi niz godina KUD je među prva tri društva na Folklornim večerima Vinkovačkih jeseni gdje se ocjenjuje ples, pjevanje i izvornost narodne nošnje.

## Narodna nošnja
Narodna nošnja Rokovaca i Andrijaševaca je vrlo raznolika, te za svaku prigodu postoji drugi tip narodne nošnje, ali najreprezentativnija je tzv. "stara nošnja" koja se satoji od donjeg dijela-rubine sastavljene od 7-8 "pola", rađene od domaćeg tkanja, koja na zadnjem dijelu ima izvezene ornamente u stupovima crne, plave ili crvene boje, rub završava heklanom čipkom. Oko pasa se stavlja tkanica (pojas) od srme, na to ide pregača (zapreg) također od srme. Gornji dio nošnje (oplečak) se također radio od domaćeg tkanja, na rukavima su isto stupovi od izvezenih ornamenata ili je spajana pripletom. Na ramena ide marama zetenka ili "krpa" također od domaćeg tkanja, a na to ide košušak, šareni kožni prsluk s ogledalcima. Kosa se češlja u djevojačku pletenicu, a okićena je bršljanom, preko glave je mjedni lančić, dok se snaše zavijaju u šamiju "crvenku" i preko nje stavljaju Maramu od domaćeg tkanja.